# Viirelaid
Viirelaid är en ö i Estland.   Den ligger i landskapet Saaremaa (Ösel), i den västra delen av landet, 130 km sydväst om huvudstaden Tallinn.